# Niya (bacino del Tarim)
Le rovine di Niya (cinese semplificato:尼雅遗址; cinese tradizionale: 尼雅遺址, pinyin: Níyǎ Yízhǐ) sono un sito archeologico situato nei pressi dell'odierna città di Minfeng, sul confine meridionale del bacino del Tarim nello Xinjiang, Cina. Numerosi reperti archeologici sono stati scavati in questo posto.

## Sito
Niya era un importante centro di commercio in un'oasi sulla tratta meridionale dell'antica via della seta, nella parte meridionale del deserto di Taklamakan. In tempi antichi le carovane la attraversavano trasportando beni dalla Cina all'Asia centrale.

## Scavi
L'approvazione ufficiale per degli scavi congiunti tra Cina e Giappone fu concessa nel 1994. I ricercatori hanno scoperto i resti di abitazioni comprese 100 case, aree di sepoltura, capannoni per animali, frutteti, giardini e campi coltivati. Hanno anche ritrovato nelle case arnesi ben conservati quali scuri e falcetti in ferro, clave in legno e giare in ceramica con resti dei raccolti. I resti umani hanno permesso di risalire alla loro origine.
I ritrovamenti archeologici delle rovine di Niya sono oggi esposti presso il Museo nazionale di Tokyo.